# Nationales Forum für Musik (Breslau)

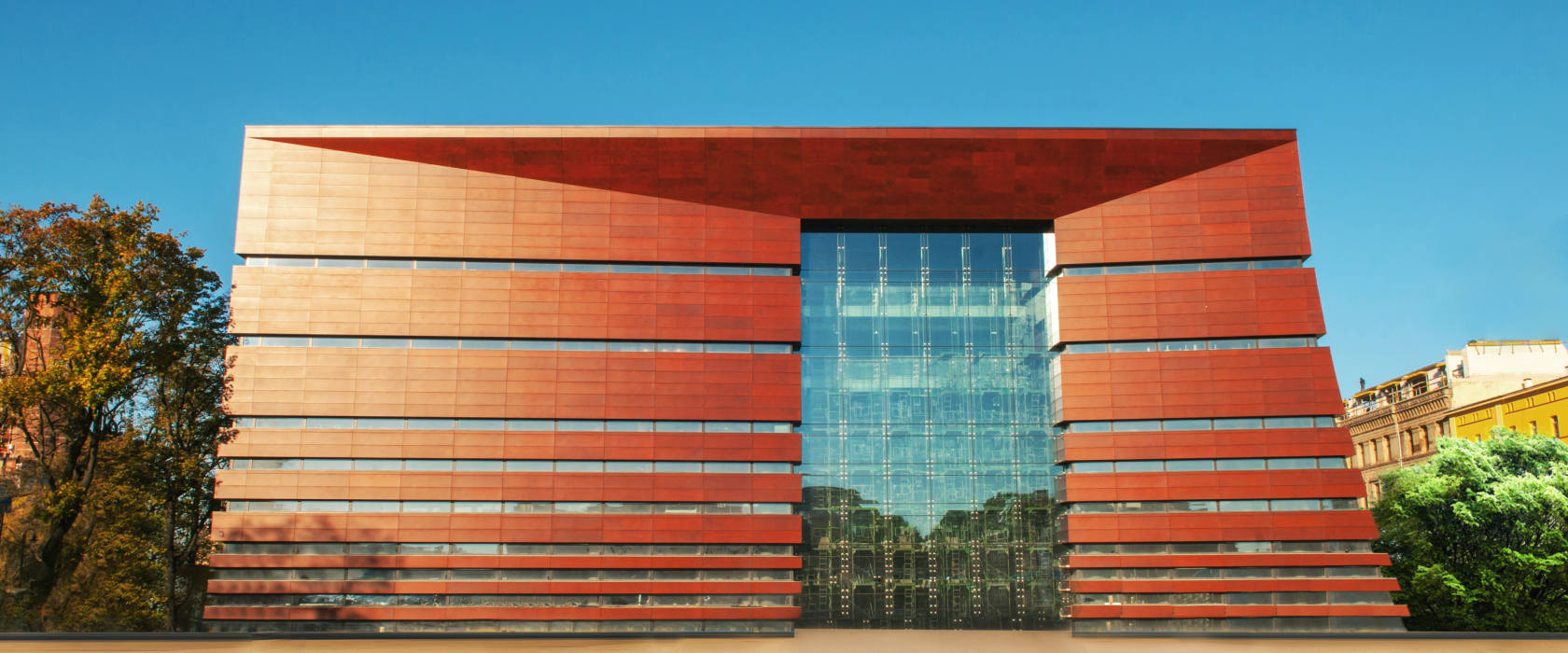
Außenansicht des Nationalen Forums für Musik (Narodowe Forum Muzyki) (Foto: 2014)

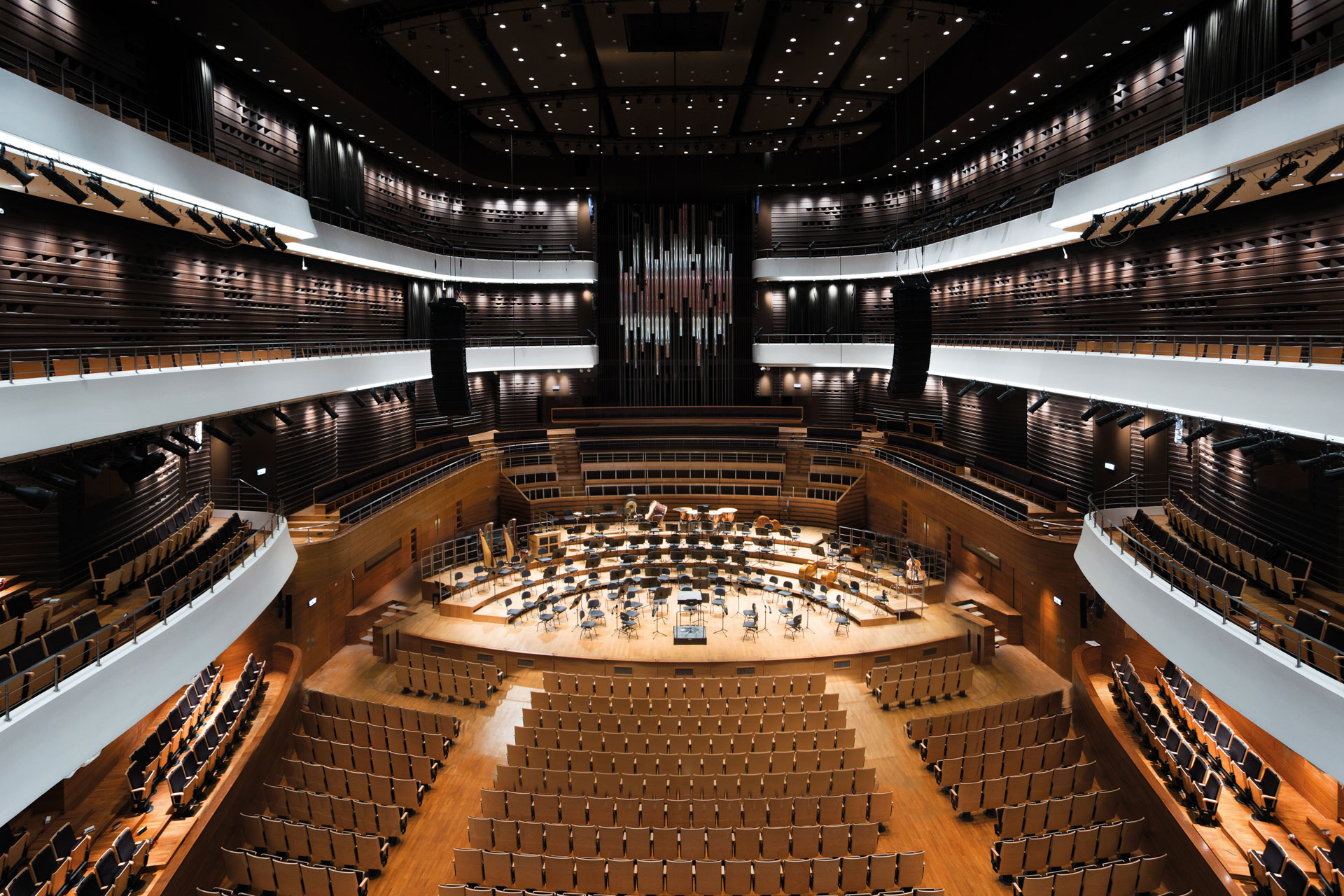
Innenansicht des Nationalen Forums für Musik (Foto: 2017)

Das Nationale Forum für Musik (Narodowe Forum Muzyki) in Breslau, Polen, ist ein Konzerthaus für Klassische Musik, das am 4. September 2015 eröffnet wurde. Es gibt vier Säle, der größte bietet bis zu 1800 Personen Platz. Ursprünglich war vorgesehen, dort auch eine Orgel einzubauen. Errichtet wurde zunächst nur deren Fassade. Das auf dem Platz der Freiheit errichtete Gebäude wurde von Kuryłowicz & Associates entworfen. Das Nationale Forum für Musik wurde anlässlich der Ernennung Breslaus zur Kulturhauptstadt Europas 2016 errichtet.